# Kanton Levier
Kanton Levier (francouzsky Canton de Levier) je francouzský kanton v departementu Doubs v regionu Franche-Comté. Tvoří ho 15 obcí.

## Obce kantonu
- Arc-sous-Montenot
- Bians-les-Usiers
- Boujailles
- Bulle
- Chapelle-d'Huin
- Courvières
- Dompierre-les-Tilleuls
- Évillers
- Frasne
- Goux-les-Usiers
- Levier
- Septfontaines
- Sombacour
- Villeneuve-d'Amont
- Villers-sous-Chalamont